# Torre Melina Gran Meliá

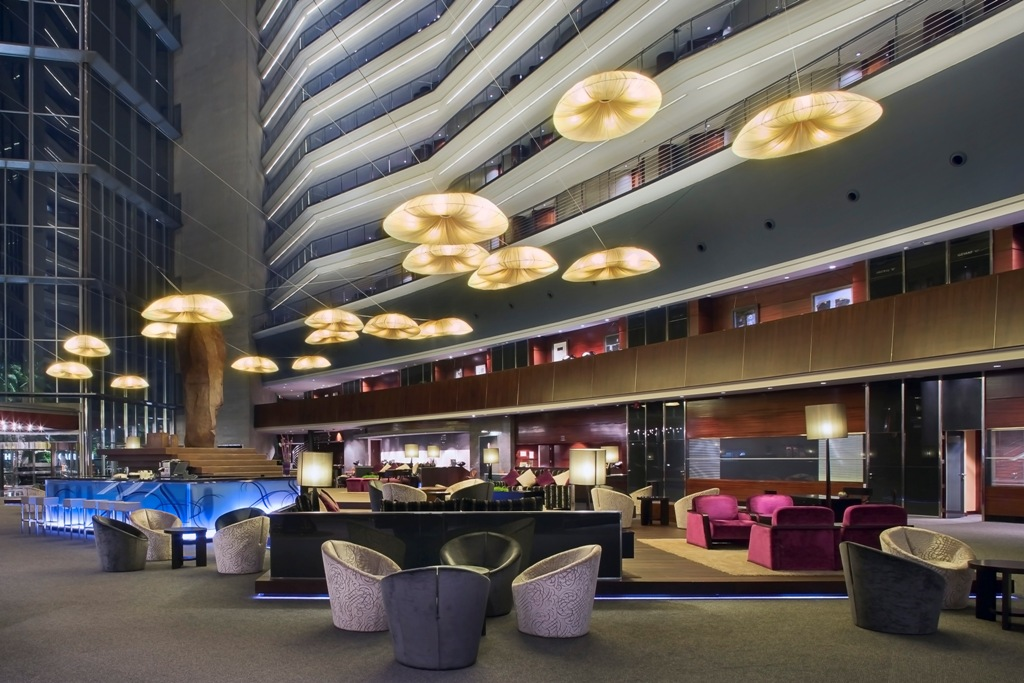
Vista del hall del hotel

El Torre Melina Gran Meliá es un hotel de lujo de 5 estrellas situado en la avenida Diagonal de Barcelona. Se inauguró con el nombre Hotel Rey Juan Carlos I en el año 1992, pocos días antes de las Olimpiadas de Barcelona 92'.
El edificio dispone de 391 habitaciones y cuenta con gran variedad de suites, desde la junior suite, hasta la suite presidencial. Cuenta con un Fitness Club, con más 5000 m² de  instalaciones.
El edificio, obra de Carlos Ferrater, fue distinguido con el Premio Nacional de Arquitectura de España de 1992. Cerrado por pérdidas en 2020, en 2023 fue comprado por Meliá Hotels International que lo reabrió con el nombre de Torre Melina Gran Meliá.